# هالووین (بازی ویدئویی)
هالووین (انگلیسی: Halloween) یک بازی ویدئویی در سبک ترسناک برای آتاری ۲۶۰۰ است که در اکتبر ۱۹۸۳ منتشر شد. این بازی بر اساس فیلمی ترسناک به همین نام محصول سال ۱۹۷۸ ساخته شده‌است. برنامه‌نویسی این بازی را تیم مارتین انجام داد. وقتی که شرکت گیمز بای آپولو ورشکسته شد، مارتین و رابرت باربر، یکی دیگر از کارکنان پیشین، هالووین را توسعه دادند.
اگرچه این بازی هالووین نامیده می‌شد و شامل پوستر سینمایی فیلم به‌عنوان کاور آرت آن و همچنین تم موسیقی اصلی فیلم بود، خود بازی هیچگاه به هیچکدام از شخصیت‌ها (شامل قاتل) با نام‌هایشان در فیلم اشاره نمی‌کند.